# Sedimentologie

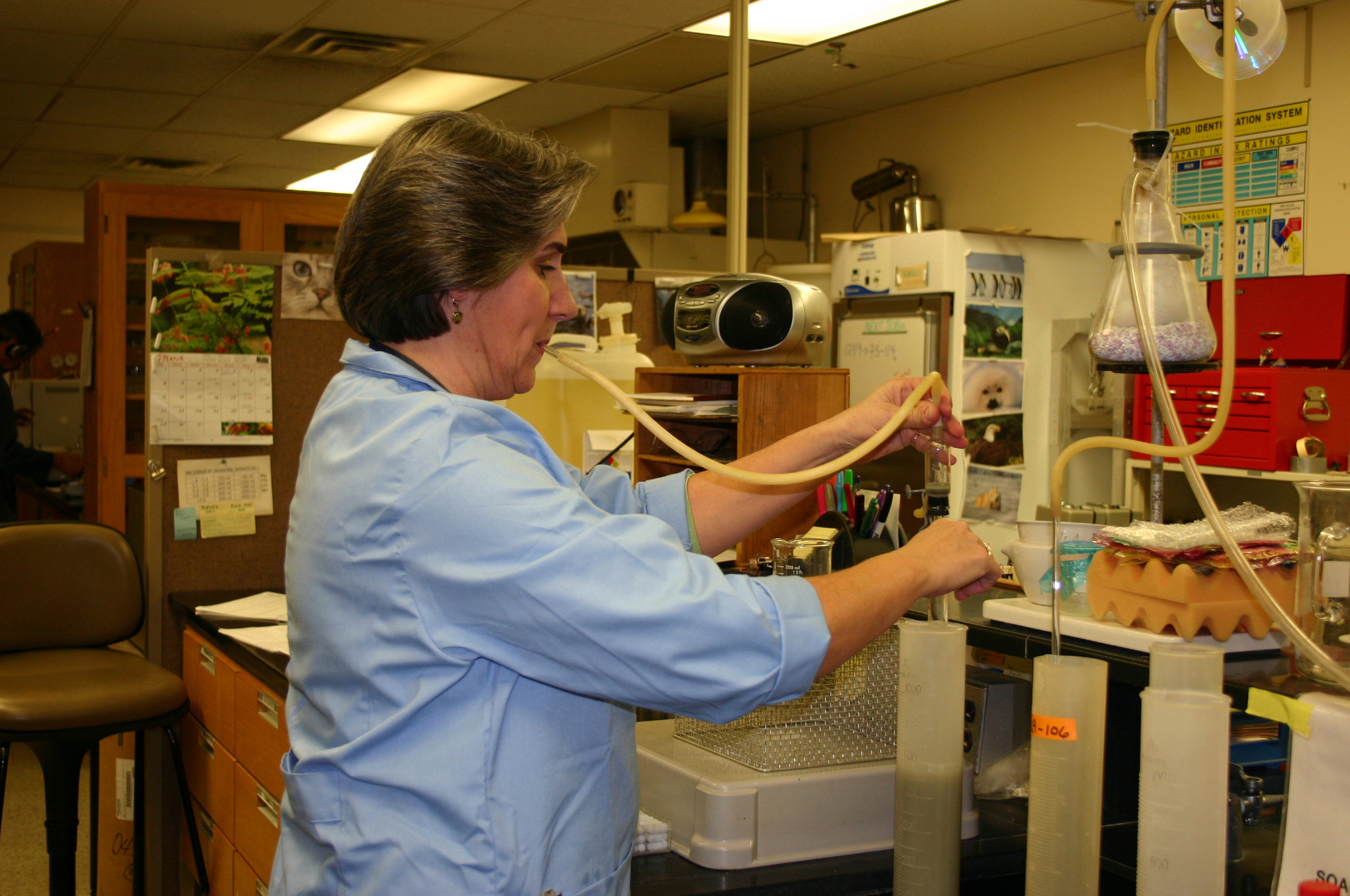
Probenahme aus einer wässrigen Suspension für eine Korngrößenanalyse am Naval Oceanographic Office der US Navy

Die Sedimentologie ist die geowissenschaftliche Einzelwissenschaft von der Entstehung, Zusammensetzung und Verbreitung von Lockersedimenten und Sedimentgesteinen (z. B. Sand- oder Kalksteine) und ihren relevanten Eigenschaften (z. B. Porosität).
Sedimentologen untersuchen Prozesse und Bedingungen der Sedimententstehung (Gesteinszerstörung und Transport) und der anschließenden Diagenese (Gesteinsbildung). Dabei geht es darum, die Gesteinsausbildung und deren laterale (flächenhafte) Unterschiede (Fazies) und vertikale (zeitliche) Unterschiede (in ungestörter Lagerung sind die unteren Schichten Liegendes älter als die oberen Schichten (Hangendes): Lagerungsregel von Nicolaus Steno) zu erfassen, zu verstehen und schließlich auch voraussagen zu können. Ein wichtiger Ansatz ist dabei, von den Bildungsbedingungen bestimmter heutiger Sedimenttypen auf Ablagerungsmilieus und klimatische Verhältnisse in der geologischen Vergangenheit (Paläoklimatologie) zu schließen (Prinzip des Aktualismus); auf diese Weise werden erdgeschichtliche Abläufe rekonstruierbar.
Unter einem Sediment versteht man Lockermaterial (geologisch wird von „Lockergestein“ gesprochen), das durch physikalische oder chemische Verwitterung mobilisiert, durch Wasser, Luft oder Eis transportiert und dann abgelagert („sedimentiert“) oder chemisch/biochemisch ausgefällt wurde. Auch Überreste von Lebewesen können im Sediment eingebettet werden. Die dabei ablaufenden Prozesse sind in hohem Grade abhängig vom Ablagerungsbereich (vom Hochgebirge bis zur Tiefsee reichend) und vom Klima. Wird das Lockermaterial durch verschiedene physikalische und chemische Prozesse, der Diagenese, verfestigt, entstehen Sedimentgesteine (Festgestein) und aus Körperteilen abgestorbener Lebewesen können dabei Fossilien werden. Die Bildung eines Sediments vollzieht sich in einem relativ kurzen Zeitraum, dagegen können diagenetische Prozesse das Gestein während der folgenden Abschnitte der Erdgeschichte bis in die Gegenwart hinein immer wieder – oft in höchst variabler Folge – erfassen und verändern. Während sich die Bildungsprozesse an oder nahe der Erdoberfläche abspielen, können diagenetische Prozesse bis in Tiefen von mehreren tausend Metern ablaufen.

### Animationen zur Entstehung von Sedimenten
- Animation Sedimente: Transgression - Regression (englisch-sprachige Erläuterungen; Flash; 54 kB)
- Animation Sedimente (2) (englisch-sprachige Erläuterungen; Flash; 56 kB)